# Debra W. Soh
Pour les articles homonymes, voir Soh.
Debra W. Soh, née le 6 septembre 1990, est une chroniqueuse scientifique canadienne, commentatrice politique et ancienne sexologue,.

## Études
Soh est titulaire d'un doctorat en psychologie de l'Université York à Toronto. Sa thèse, qu'elle soutient en 2017, est intitulée « Neuroimagerie fonctionnelle et structurelle de l'hypersexualité paraphilique chez les hommes » (Functional and Structural Neuroimaging of Paraphilic Hypersexuality in Men en anglais). Son jury de thèse comprenait Keith Schneider de l'Université York et James Cantor du Centre de toxicomanie et de santé mentale. Au cours de ses études supérieures, Soh a reçu le Michael Smith Foreign Research Award du Conseil de recherches en sciences humaines du Canada et la bourse de dissertation Provost de York. En 2016, Soh a passé un week-end à documenter le phénomène Fandom furry afin de dissiper les mythes selon lesquels la sous-culture est principalement de nature sexuelle.  
Pendant ses études à York, elle étudie les paraphilies, qui sont des préférences sexuelles "anormales". Ses recherches indiquent qu'il s'agit de conditions neurologiques plutôt que de comportements appris. Soh souligne que la paraphilie est suffisamment large pour englober les activités consensuelles   - elle réserve le terme de "trouble paraphilique" aux types qui prédisposent à nuire à autrui comme le sadisme ou la pédophilie. Un article de Cosmopolitan, datant de 2016, souligne certaines des conclusions de Soh et leurs implications pour déterminer quels hommes sont susceptibles de commettre un viol.

## Carrière
Soh a écrit des articles pour Quillette, The Globe and Mail, le magazine New York, Playboy, Los Angeles Times et The Wall Street Journal. Elle a commence à héberger le podcast Wrongspeak de Quillette avec Jonathan Kay en mai 2018. Soh se décrit comme une ancienne féministe, aujourd'hui désillusionnée par le terme.  
Dans un éditorial de 2015, Soh critique la prévalence des transitions entre sexes durant l'enfance, conseillant aux parents et aux médecins d'attendre "jusqu'à ce que les enfants aient atteint la maturité cognitive". L'essai de Soh, qui faisait référence à des aspects non conformes au genre de sa propre enfance, soutenait qu'« une transition sociale vers son rôle de genre d'origine peut être une expérience émotionnellement difficile ». David A. French a qualifié cela d'« euphémisme ». Les attaques que Soh reçoit ont influencé sa décision de ne pas poursuivre sa carrière dans le milieu universitaire. Soh a également pris position contre les lois interdisant les thérapies de conversion  qui incluent à la fois l'orientation sexuelle et l'identité de genre, estimant que ces lois confondent les deux notions et empêchent les conseils thérapeutiques légitimes pour les personnes atteintes de dysphorie de genre. Elle estime que la vision sociétale actuelle de permettre la transition entre les sexes dans l'enfance est principalement basée sur l'homophobie due à des études qui montrent que de nombreux enfants transgenres cesseront et se détransiteront à l'adolescence et au début de l'âge adulte et en sortiront comme homosexuels. Les chercheurs universitaires canadiens Florence Ashley et Alexandre Baril ont contesté l'interprétation de Soh de ces études.  
Soh s'est opposée à la décision de 2015 de fermer la clinique d'identité sexuelle de Toronto qui était connue pour commencer le traitement après ou pendant la puberté dans la plupart des cas,. Une enquête passée avait opposé le médecin en chef de la clinique, Kenneth Zucker à d'autres spécialistes de la dysphorie de genre qui encouragent les transitions sociales dès l'âge de trois ans. Dans ses critiques, Soh souligne à ce sujet que les hormones sont de toute manière proscrites après la puberté selon les directives de l'Endocrine Society.  
En août 2017, Soh écrit une chronique pour The Globe and Mail et contribue à un article de Quillette défendant la note de l'ingénieur James Damore « Idéologique Chambre Echo de Google », . Elle continue à donner des interviews sur le sujet au cours de l'année suivante. Soh a été associée à l'Intellectual dark web par l'éditeur d'opinion du New York Times Bari Weiss. 
En avril 2019, Soh soutient une action en justice intentée par un résident de la Nouvelle-Écosse, Lorne Grabher, contre le Registrar of Motor Vehicles. Le procès a été intenté pour rétablir une plaque d'immatriculation portant le nom de famille de Grabher dont la similitude avec l'expression « prenez-la » avait fait l'objet d'une plainte. Soh témoigna que la plaque n'encouragerait aucune personne socialement adaptée à commettre un acte violent et a estimé que le gouvernement "dépassait les bornes",.